# Ripipteryx forceps
Ripipteryx forceps är en insektsart som beskrevs av Henri Saussure 1896. Ripipteryx forceps ingår i släktet Ripipteryx och familjen Ripipterygidae. Inga underarter finns listade i Catalogue of Life.